# Distretto di Pontivy
Il distretto di Pontivy era una divisione territoriale francese del dipartimento del Morbihan, istituita nel 1790 e soppressa nel 1795.
Era formato dai cantoni di Pontivy, Baud,
Cléguérec,
Guémené-sur-Scorff,
Locminé, Melrand, Neuillac, Noyal e Pluméliau.